# J. Christian Ingvordsen
John Christian (Chris) Ingvordsen (Kopenhagen, 4 juli 1957), is een Deense filmregisseur, -producer, -acteur en scenarioschrijver.
Sinds 1982 heeft hij een twintigtal films geproduceerd en geregisseerd. Al zijn films werden onafhankelijk gefinancierd. Ingvordsen heeft samengewerkt met onder andere Sandra Bullock, Julia Roberts, Danny Aiello, Martin Kove, Dan Haggerty, Lance Henriksen en Robert Davi.

## Filmografie
- Blood Relic (2005) (V)
- Fort Doom (2004) (V)
- The Bog Creatures (2003)
- Airboss III: The Payback (1999)
- Airboss IV: The X Factor (1999)
- Covert Justice (TV) (1999)
- Strike Zone (1999)
- Airboss II: Preemptive Strike (1998)
- Airboss (1997)
- Absolute Aggression (1996)
- Cyber Vengeance (1995)
- The Little Patriot (1995)
- The Outfit (1993)
- Blue Vengeance (1992)
- Comrades in Arms (1991)
- B.F.D. (1990)
- Mob War (1989)
- Shocktroop (1989)
- Covert Action (1988)
- Search and Destroy (1988)
- Hangmen (1987)
- Firehouse (1987)
- Model Behavior (1982), als producent